# Maurice Raynaud (arts)

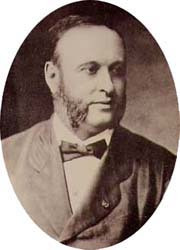
Maurice Raynaud

Auguste G. Maurice Raynaud (Parijs, 5 juli 1834 – Parijs, 29 juni 1881) was een Frans medicus naar wie het syndroom van Raynaud, de ziekte van Raynaud en het fenomeen van Raynaud genoemd zijn.
- Bibliothèque nationale de France: cb13548152q (data)
- Catàleg d'autoritats de noms i títols de Catalunya: 981058510106506706
- Gemeinsame Normdatei: 132649012
- International Standard Name Identifier: 0000 0001 2118 8063
- Library of Congress Control Number: no2009107196
- Base Léonore: LH//2275/28
- Nationale Bibliotheek van Tsjechië: nlk20010094843
- Nationale Bibliotheek van Israël: 987007587774305171
- Nederlandse Thesaurus van Auteursnamen: 152132031
- Système universitaire de documentation: 070226520
- Virtual International Authority File: 5096176
- WorldCat: E39PBJpDM76gWMxgXMRywG67pP